# Jasen (reserva)
A Empresa Pública de Gestão e Proteção da Área Polivalente Jasen (em macedônio/macedónio:  Јавно претпријатие за управување и заштита на повеќенаменското подрачје „Јасен“) ou apenas Reserva Jasen (em macedônio/macedónio:  Резерват „Јасен“) é uma reserva natural na Macedônia do Norte. Foi transformada em reserva natural protegida em 2010 (parte dela foi declarada reserva em 1958) e está situada a apenas quinze quilômetros de Escópia. O parque compromete cerca de 24 000 hectares (59 000 acre(s)s) de cavernas, montanhas, rios subterrâneos e lagos. O ponto mais baixo é o ainda inexplorado cânion do lago Matka. O ponto mais alto é o Monte Karadzica com uma altura de quase 2 500 metros (8 200 pé). Foi estabelecida em 1958 e em 1960 foi estendida para as Montanhas Secas.
O lago artificial Kozjak está no terreno e, ocasionalmente, desce o rio Ocha e não há outras águas. Viola koshaninii, Thymus oehmianus, Dianthus kapinensis e outros são protegidos da flora. Os animais têm cabra selvagem, urso, lince, etc., e as aves - leshtarka (Tetrastes bonasia), Grifo (Gyps fulvus), coruja (Bubo bubo) e outros.
O parque abriga o lince euro-asiático ameaçado e a rara camurça dos Balcãs.
A reserva abrange cerca de 32 mil metros quadrados, principalmente com floresta e estradas. Além da caça, Jasen vê seu futuro no desenvolvimento de recursos naturais e ecoturismo. As principais atividades (dependendo da época) são caminhadas, mountain bike, acampamento pelos lagos Matka e Kozjak, parapente, pesca, espeleologia e alpinismo.

## História
O território da atual Empresa Pública de Gerenciamento e Proteção da Área Polivalente Jasen já estava no período de 1958 a 1960 declarado como uma reserva. A declaração teve como objetivo a proteção da fauna, raridades florais, biológicas, geológicas, naturais e hidrológicas.

## Galeria

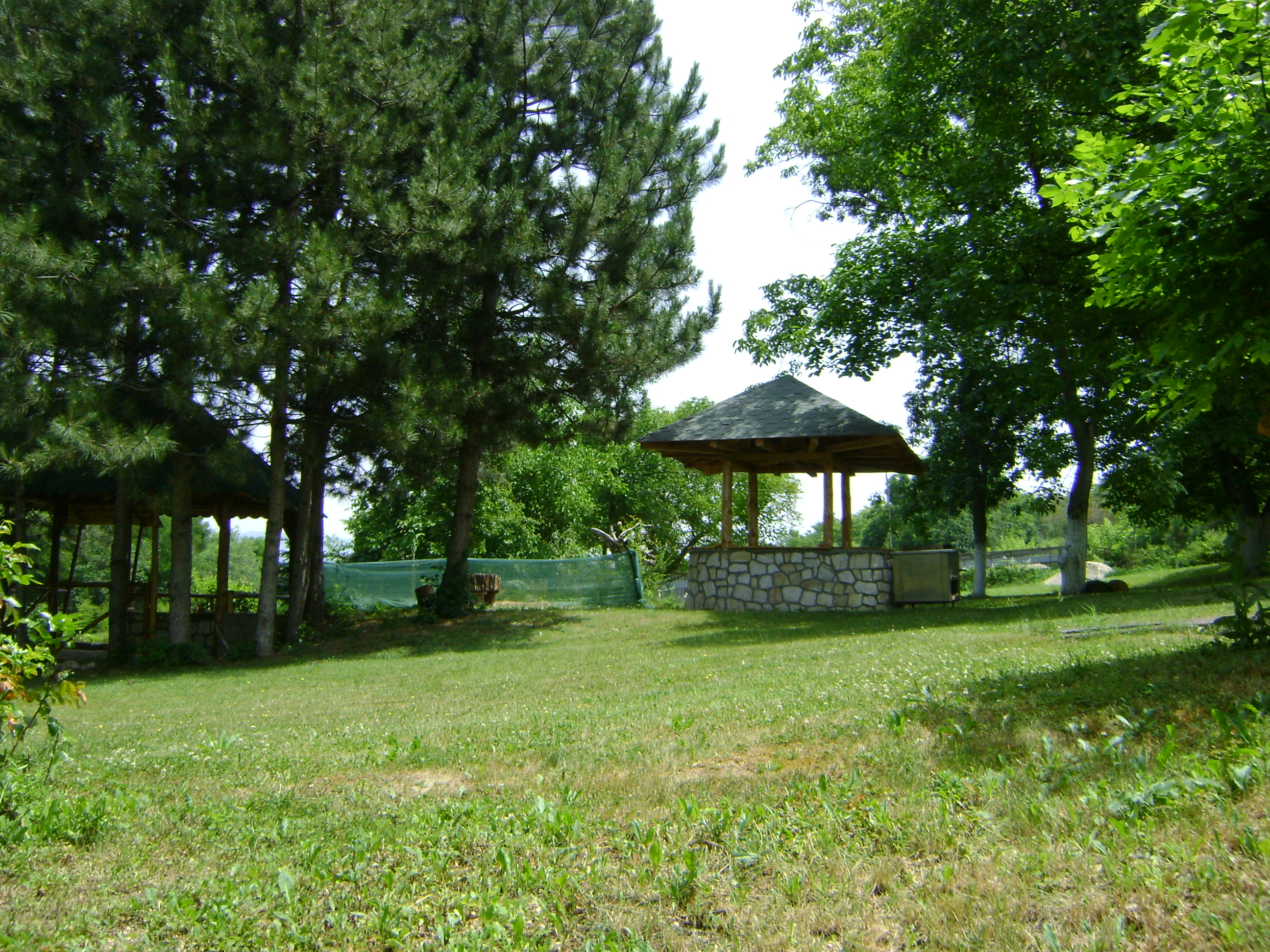
Parte da reserva
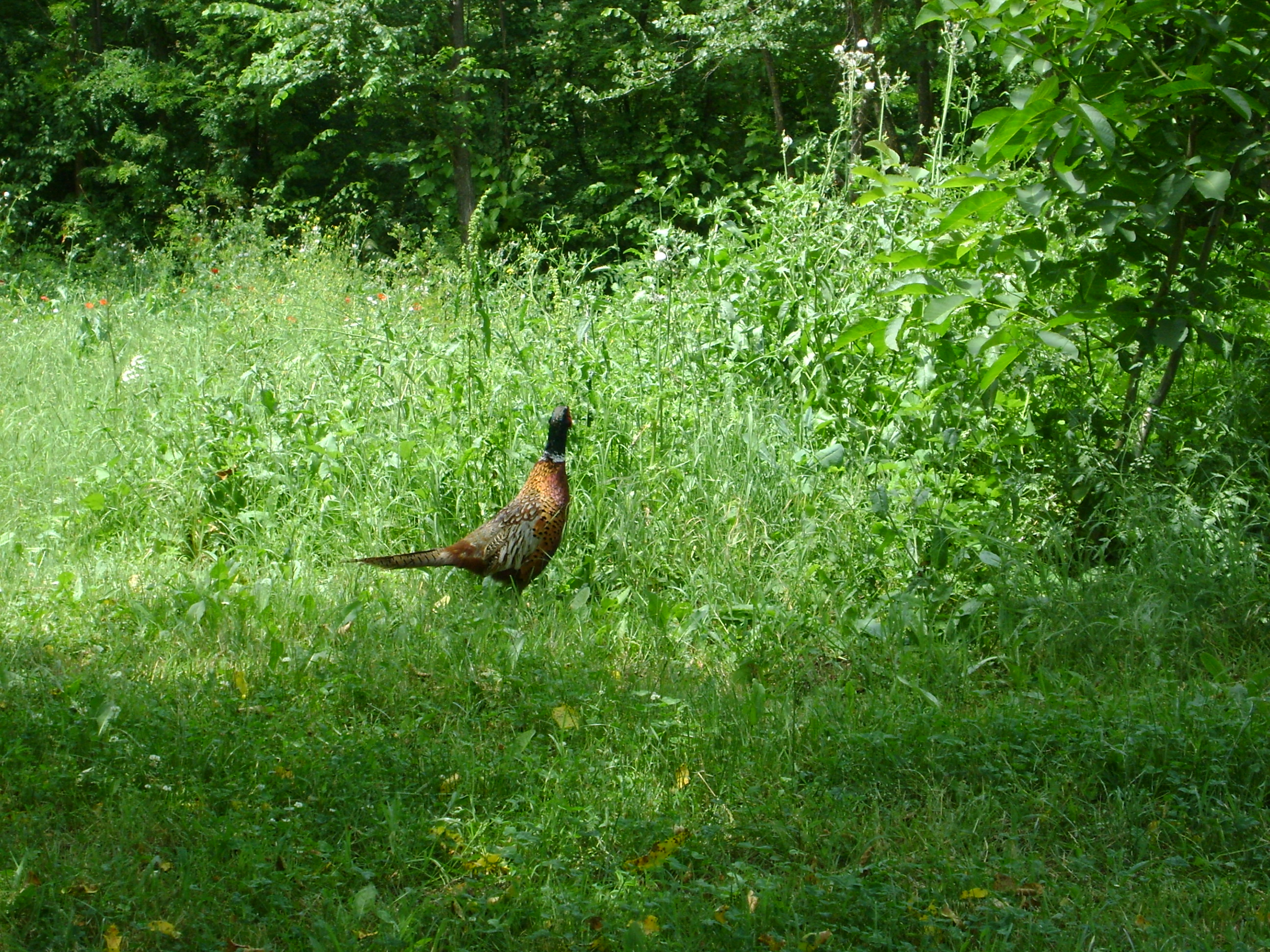
Kazan - representante da fauna
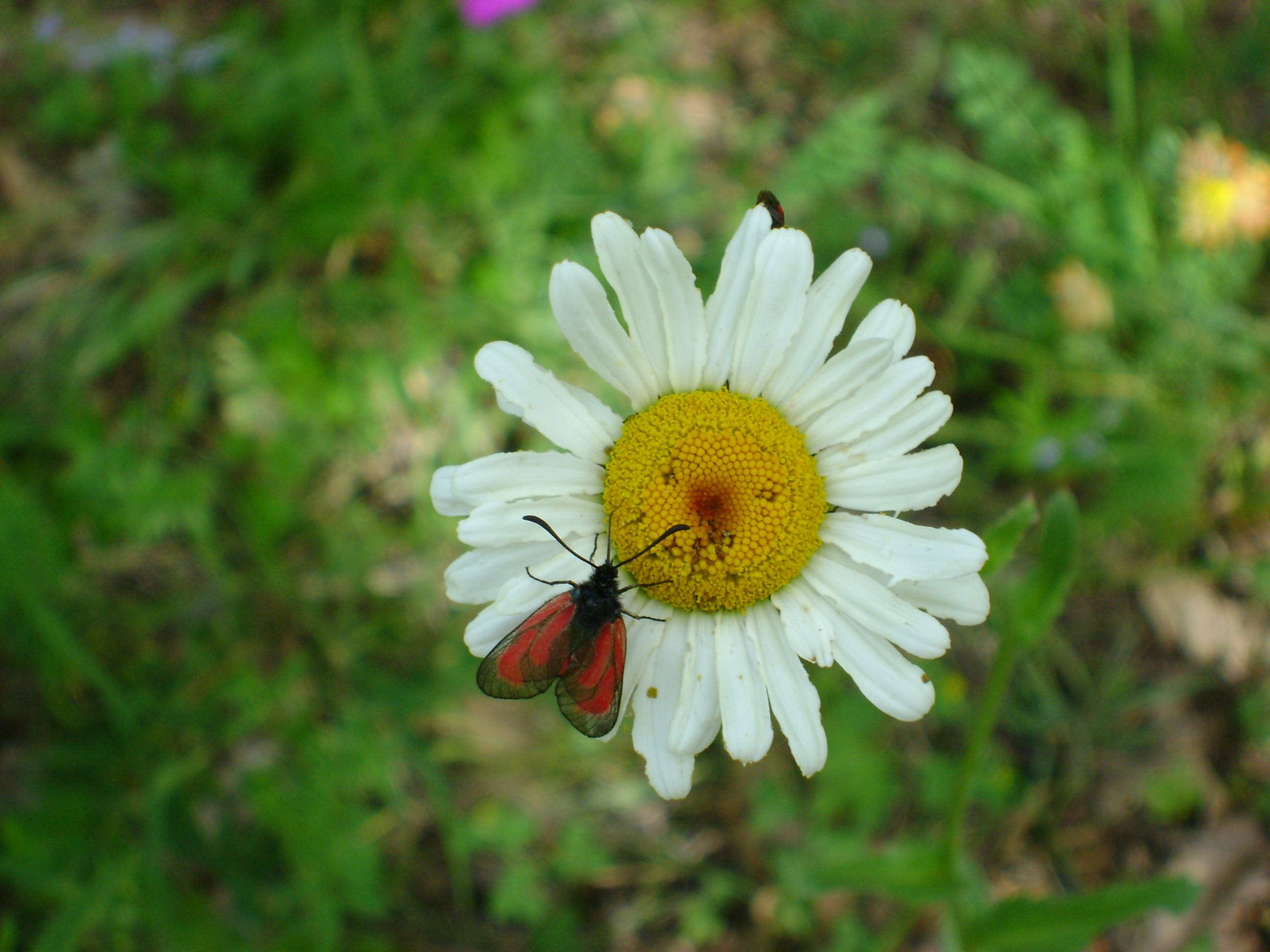
Daisy